# Jerrold Katz
Jerrold J. Katz, né le 14 juillet 1932 à Washington, D.C. - mort le 7 février 2002 à New York, est un philosophe et linguiste américain.
Après avoir obtenu un PhD de philosophie à l'université de Princeton en 1960, Katz est nommé chercheur associé en linguistique au Massachusetts Institute of Technology en 1961. Il y est nommé professeur assistant de philosophe en 1963 et professeur en 1969. De 1975 jusqu'à sa mort, il est professeur de philosophie et linguistique à l'université de la Ville de New York.
Dans le champ de la linguistique, Katz est surtout connu pour sa théorie de la sémantique en grammaire générative. Katz est un ardent défenseur du rationalisme (mais pas dans un sens cartésien/fregéen) et de l'importation métaphysique des « essences ». Il argumente intensivement contre la domination de l'empirisme. Katz fait également valoir, contre W.V.O. Quine, que la distinction analytique–synthétique pourrait être fondée sur les caractéristiques syntaxiques des phrases,,.

## Ouvrages
- Katz, J. J. & Fodor, J. A. (1963). The structure of a semantic theory. Language, 39(2), avril/juin, 170-210. (In: http://www.um.edu.mt/__data/assets/pdf_file/0015/137112/Week_1_-_Katz_J.J._Fodor_J.A._-_1963_-_The_Structure_of_Semantic_Theory.pdf (consulté le 22 décembre 2015)
- The problem of induction and its solution, Chicago, University of Chicago Press (1962)
- An integrated theory of linguistic descriptions, Cambridge, MIT Press (1964)
- The Philosophy of Language, New York, Harper & Row (1966)
- The Underlying Reality of Language and Its Philosophical Import, New York, Harper & Row (1971)
- Semantic theory, New York, Harper & Row (1972)
- Theorie globale des descriptions linguistiques, Paris, Maison Mame (c1973)
- The fall and rise of empiricism, Bloomington, Reproduced by Indiana University Linguistics Club (1974)
- Propositional Structure and illocutionary force: a study of the contribution of sentence meaning to speech acts,New York, Crowell.Language & Thought Series (c.1977)
- Language and other Abstract Objects, Lanham(Md.), Rowman and Littlefield (1981)
- The Philosophy of linguistics, New York, Oxford University Press (1985)
- Cogitations : a study of the cogito in relation to the philosophy of logic and language and a study of them in relation to the cogito, New York, Oxford University Press (1986)
- The Metaphysics of Meaning, Cambridge (Mass.), MIT Press (1990)
- Realistic Rationalism (2000)
- Sense, Reference, and Philosophy (2004; posthum.)

## Source de la traduction
- (en) Cet article est partiellement ou en totalité issu de l’article de Wikipédia en anglais intitulé « Jerrold Katz » (voir la liste des auteurs).